# Flavius Cresconius Corippus
Flavius Cresconius Corippus (6. század második fele) római költő, grammatikus.
Africa Provincia lakója volt. A század második felében két epikus költeményt írt, az egyikben („Johannidos s. de bellis Libycis l. VIII) a mórok ellen harcoló Johannész bizánci hadvezért, a másikban („De laudibus Justini Augusti) az 565-578 közt uralkodott Justinus keletrómai császárt dicsőíti. A költemények külső formája, amely Vergilius és Claudianus hatását mutatja, tetszetős, ám a mű költői értéke csekély.